# Monique Lachère
Monique Lachère (née en 1944) est une traductrice et écrivaine française. 

## Biographie
A vingt ans elle traduit Buzzati, l'auteur du Désert des Tartares, rencontre Fellini. 
Elle continuera de traduire des auteurs italiens, Goldoni, Eduardo De Filippo. 
C'est la rencontre aussi avec Georges Wod - Wodzicki, directeur du Théâtre de Carouge (Genève - Suisse) ,  pour lequel elle écrira des rôles sur mesure, Raspoutine, Henri IV, Ivan le Terrible et d'autres. Ces créations connaîtront un succès public au Théâtre de Carouge et aussi en Russie où elle sera jouée  en français et en russe, à l'opéra Stanislavski de Moscou, au célèbre Théâtre BDT de Saint-Pétersbourg, au théâtre Tchekhov à Taganrog, au théâtre russe Griboïedov en pleine guerre de Géorgie. 
Henry IV, traduit par le grand érudit vietnamien Khâc Viên,  fait de Monique Lachère un des  premiers auteurs contemporains occidental joué au palais culturel de Hanoï, en 2005.
Monique Lachère a publié aussi trois romans aux éditions de l'Age d'Homme dont le plus marquant "Sautier".
En 1999, elle signe pour s'opposer à la guerre en Serbie la pétition « Les Européens veulent la paix », initiée par le collectif Non à la guerre.